# Aleksandra Szyperska
Aleksandra Szyperska (ur. 8 marca 1869 w Lipinkach Szlacheckich, zm. 18 września 1938 w Katowicach) – polska działaczka narodowa, pierwsza Polka w katowickiej Radzie Miejskiej.

## Życiorys
Urodziła się 8 marca 1869 roku w Lipinkach Szlacheckich w powiecie starogardzkim (bądź w Starogardzie Gdańskim). Po ukończeniu szkoły średniej była prywatną nauczycielką u hrabiów Potockich. 28 stycznia 1891 roku (bądź dzień później) wyszła za mąż za Wacława Szyperskiego, a po ślubie osiedliła się wraz z mężem najpierw w Sosnowcu, a 1898 roku w Katowicach. 
Zaangażowała się w działalność społeczną, współpracując blisko z pochodzącą z Pomorza Janiną Omańkowską. Była długoletnią przewodniczącą Towarzystwa Czytelni dla Kobiet powstałej formalnie 13 listopada 1903 roku, a obok niej do zarządu weszły: Jadwiga Tucholska, Helena Jezierska, Czesława Hyllowa i Maria Pietruszkowa. Towarzystwo zajmowało się ono nieodpłatnym udostępnianiem książek i czasopism, a także organizowało wycieczki i przedstawiania teatralne. Od 1914 roku była członkinią Zarządu Głównego Związku Towarzystw Kobiecych w Bytomiu, a 1920 roku weszła w skład Zarządu Związku Towarzystw Polek.
5 (bądź 11) stycznia 1919 roku w jej mieszkaniu przy późniejszej ulicy T. Kościuszki 16 w Katowicach odbyło się zebranie założycielskie Polskiej Organizacji Wojskowej Górnego Śląska. W trakcie trzech powstań śląskich była sanitariuszką i łączniczką na terenie Bogucic, Janowa i Szopienic, a podczas II powstania śląskiego była delegatką Polskiego Czerwonego Krzyża na okręg katowicki.
W wyborach komunalnych w Katowicach 9 listopada 1919 roku, zdobyła mandat radnej miasta Katowice z list Polskiej Partii Narodowej. Wybory odbywały się według nowej ordynacji dającej czynne i bierne prawa wyborcze wszystkim wyborcom, a po raz pierwszy na terenie Niemiec w wyborach mogły brać udział kobiety. Była ona pierwszą Polką w katowickiej Radzie Miejskiej, a prócz niej radną została wówczas także Niemka Terese Krupp. W katowickiej Radzie Miejskiej zasiadała do 1922 roku.
Zmarła 18 września 1938 roku w Katowicach. Została pochowana na cmentarzu przy ulicy H. Sienkiewicza.

## Życie prywatne
Pochodziła z rodziny ziemiańskiej Nostitz-Jackowskich. Jej ojcem był Teodor, a matką Aleksandra z domu Gutty. Miała czwórkę rodzeństwa: siostry Anielę, Celinę i Marę oraz brata Henryka, malarza-wizażystę.
Była żoną Wacława Szyperskiego, działacza związkowego z Wielkopolski, dyrektora katowickiego oddziału Banku Ludowego funkcjonującego przy późniejszej ulicy T. Kościuszki 16. Pełnił też funkcję prezesa katowickiego gniazda Towarzystwa Gimnastycznego „Sokół”. 
Mieli cztery córki: Jadwigę, Halinę (była żoną senatora Jana Jakuba Kowalczyka), Janinę i Zofię.

## Upamiętnienie
Jej sylwetka była prezentowana na wystawie „60 na 100: Sąsiadki. Głosem Kobiet o powstaniach śląskich i plebiscycie” powstałej w 2019 roku jako projekt Regionalnego Instytutu Kultury w Katowicach przez Małgorzatę Tkacz-Janik.